# Kloster Belloc und Urt

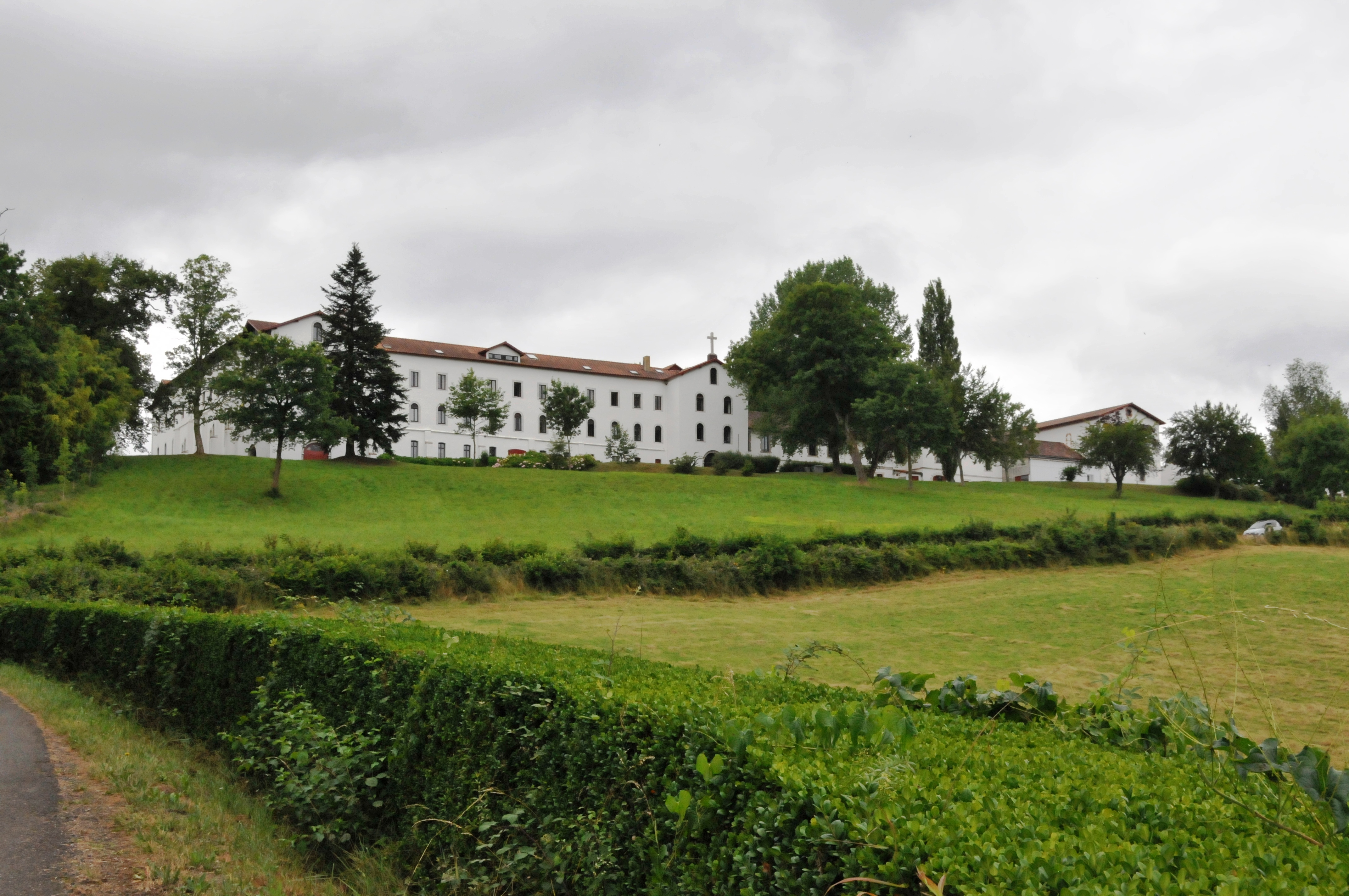
Benediktinerabtei Belloc (2010)

Die Benediktinerabtei Belloc und Urt (franz. Abbaye Notre-Dame de Belloc et Monastère de sainte Scholastique d’Urt) ist seit 1875 ein Doppelkloster der Benediktiner und Benediktinerinnen in Urt (Département Pyrénées-Atlantiques) im Bistum Bayonne in Frankreich.

## Geschichte

### Gründung des Männerklosters
Jean-Léon Bastres (1832–1904), gebürtig aus Saint-Pée-sur-Nivelle im französischen Baskenland, seit 1855 Priester im Bereich Hasparren, wurde durch den Deutsch-Französischen Krieg auf die von Jean-Baptiste Muard gegründete Abtei Pierre-Qui-Vire aufmerksam. Zusammen mit baskischen Kollegen trat er 1872 dort ein, nahm den Ordensnamen Augustin an und blieb bis 1875. Dann kehrte er mit drei Mitbrüdern in die Heimat zurück und gründete zwischen Urt und Hasparren in der Gemarkung Belloc das Kloster Notre Dame de Belloc, in dem der Gründungskonvent 1877 die feierliche Profess ablegte. Noch 1877 wurde das Kloster zum Priorat erhoben. Der erste Prior war Dom Marian, nach dessen Tod folgte ihm 1887 Bastres nach, der dem 1890 zur Abtei erhobenen Kloster (mit bereits 120 Mönchen) bis zu seinem Tod als Abt vorstand.

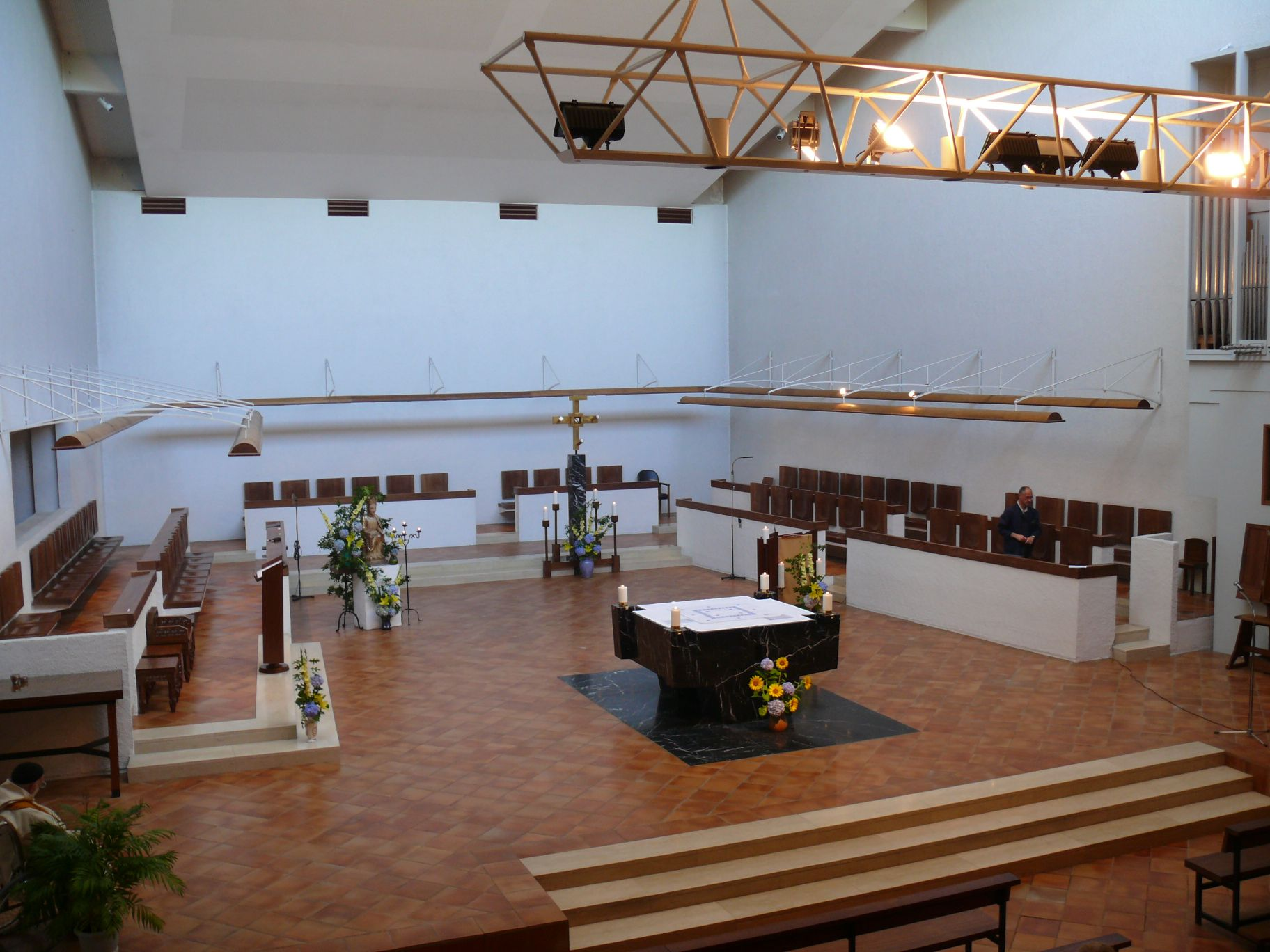
Inneres der Abteikirche

### Vertreibung, Rückkehr, Résistance
1905 wurde das Männerkloster von der Dritten Republik vertrieben und ging ins Exil nach Lazkao in Spanien. Im Ersten Weltkrieg wurden die Mönche zum Kriegsdienst eingezogen. Dann verzichtete die Republik stillschweigend auf ihre Kirchenverfolgung, und der Konvent konnte 1926 wieder nach Belloc zurückkehren. Während der Besatzung durch das deutsche Nazi-Regime zwischen 1940 und 1944 engagierte sich das Kloster in der Unterstützung der Résistance. Abt Jean-Gabriel Hondet und Prior Grégoire Joannateguy wurden in die Konzentrationslager Buchenwald und Dachau deportiert, Gastmeister Xavier Escartin (* 26. Februar 1907; † 19. Mai 1944) starb im KZ Mauthausen. Heute leben in Belloc rund 30 Patres. Die Abteikirche stammt aus den 1960er-Jahren.

### Tochtergründungen
- 1899: Abtei Niño Dios bei Victoria (Argentinien)[1]
- 1964: Kloster Zagnanado (Benin), 1998 Umzug des Konventes nach Hekanmê (Kloster Mont Tabor) bei Attogom (Benin)

### Gründung des Frauenklosters

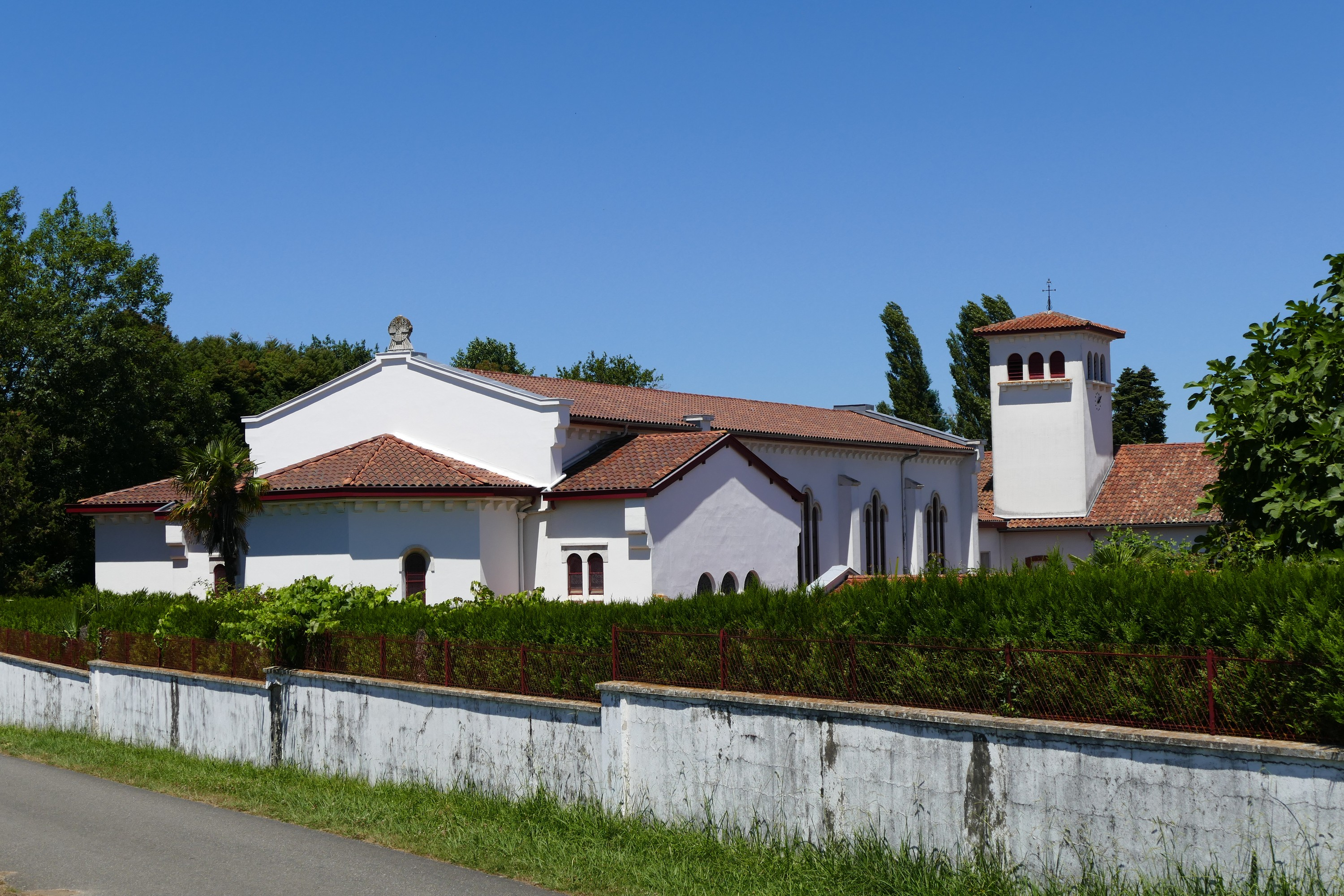
Kloster und Kirche der Benediktinerinnen von Urt (2016)

In 500 m Entfernung vom Mönchskloster und nach dessen Vorbild gründete 1883 eine fromme Schwesterngemeinschaft, von der einige  Schwestern in Saint-Jean-d’Angély das Noviziat abgeschlossen hatten, das Kloster Sainte Scholastique (nach Scholastika von Nursia). 1888 wurde das Kloster zum Priorat erhoben, 1908 ein Noviziat eröffnet. Erste Priorin war bis 1924 Placide Lespade.
Unter Priorin Lespade wurden die Konventsgebäude errichtet. 1939 konnte die ursprüngliche Klosterkapelle von 1887 durch eine Kirche ersetzt werden, die 1941 und, nach Renovierung, 1996 eingeweiht wurde.